# Harmochirus
Genre
Synonymes
- Valloa Peckham & Peckham, 1903

Harmochirus est un genre d'araignées aranéomorphes de la famille des Salticidae.

## Distribution
Les espèces de ce genre se rencontrent en Afrique et dans le sud de l'Asie.

## Liste des espèces
Selon World Spider Catalog (version 25.0, 19/05/2024) :
- Harmochirus ahmedi Biswas, 2016
- Harmochirus bianoriformis (Strand, 1907)
- Harmochirus brachiatus (Thorell, 1877)
- Harmochirus duboscqi (Berland & Millot, 1941)
- Harmochirus exaggeratus Caleb & Mathai, 2015
- Harmochirus insulanus (Kishida, 1914)
- Harmochirus lloydi Narayan, 1915
- Harmochirus luculentus Simon, 1886
- Harmochirus maijdiensis Biswas, 2024
- Harmochirus pineus Xiao & Wang, 2005
- Harmochirus tikaderi Biswas & Raychaudhuri, 2019
- Harmochirus zabkai Logunov, 2001

## Systématique et taxinomie
Ce genre a été décrit par Simon en 1886.
Valloa a été placé en synonymie par Wesołowska en 1994.

## Publication originale
- Simon, 1886 : « Matériaux pour servir à la faune arachnologiques de l'Asie méridionale. III. Arachnides recueillis en 1884 dans la presqu'île de Malacca, par M. J. Morgan. IV. Arachnides recueillis à Collegal, district de Coimbatoore, par M. A. Theobald G. R. » Bulletin de la Société zoologique de France, vol. 10, no 3, p. 436-462 (texte intégral).